# 特勒希特尔博恩
特勒希特尔博恩（德語：Tröchtelborn）是德国图林根州的市镇，隶属于哥达县。总面积为5.68平方千米，截至2023年12月31日总人口为303人。